# Мартос Микола Миколайович
Ма́ртос Мико́ла Микола́йович (20 листопада 1858, Полтава — 14 жовтня 1933, Загреб, Королівство Югославія) —  військовик, генерал-майор (1902), генерал від інфантерії Російської імператорської армії (1913). Учасник Білого руху, начальник Державної варти при Головнокомандувачеві Збройними силами Півдня Росії (1919).

## Життєпис
Походженням, ймовірно, від лубенської гілки козацько-старшинського роду Мартосів 